# Oliver Šatný
Oliver Šatný (* 3. srpna 2003, Tábor, Česko) je český hokejový brankář chytající za druholigový tým HC Tábor.

## Klubové statistiky
| Sezona  | Klub                         | Liga    | Z. | OG   | ZA%   |
| ------- | ---------------------------- | ------- | -- | ---- | ----- |
| 2020-21 | HC Slovan Ústí nad Labem     | 1.ČHL   | 4  | 3,15 | 0,914 |
| 2021-22 | Charlottetown Islanders      | QMJHL   | 31 | 2,64 | 0,893 |
| 2022-23 | Charlottetown Islanders      | QMJHL   | 2  | 4,44 | 0,871 |
| 2022-23 | Cape Breton Screaming Eagles | QMJHL   | 36 | 3,64 | 0,892 |
| 2023-24 | HC Stadion Litoměřice        | 1.ČHL   | 5  | 3,17 | 0,884 |
| 2024-25 | HC Tábor                     | 2. Liga | 5  | 1,98 | -     |
| 2024-25 | IHC Králové Písek            | 2. Liga | 10 | 2,17 | -     |